# Józef Wołek
Józef Antoni Wołek (ur. 9 sierpnia 1913 w Dębie, zm. 10 marca 1985 w Gdańsku) – polski działacz socjalistyczny, poseł na Sejm Ustawodawczy i na Sejm PRL III kadencji (1961–1965), przewodniczący prezydium Wojewódzkiej Rady Narodowej w Gdańsku (1956–1960).

## Życiorys
Był synem Antoniego i Heleny. Działał w Towarzystwie Uniwersytetu Robotniczego, Związku Niezależnej Młodzieży Socjalistycznej oraz Legionie Młodych. W 1937 ukończył filozofię na Uniwersytecie Jagiellońskim i wstąpił do Polskiej Partii Socjalistycznej, w której działał do 1939. Pracował w Fabryce Materiałów Ogniotrwałych w Skawinie. Działał w robotniczych klubach sportowych. Uczestniczył w wojnie obronnej w 1939. W 1945 ponownie podjął działalność w PPS. W latach 1945–1948 był kolejno kierownikiem wydziału organizacyjnego, a następnie sekretarzem (m.in. I – od lipca 1946 do czerwca 1947) Wojewódzkiego Komitetu partii w Gdańsku. Od 1946 do 1948 był również prezesem Rady Okręgowej „Społem”. W 1947 został członkiem Rady Naczelnej PPS. W latach 1947–1949 wiceprezes Robotniczego Przedsiębiorstwa Przeładunków Portowych „Portorob”. W 1947 został posłem na Sejm Ustawodawczy z okręgu Gdańsk z listy Bloku Demokratycznego zasiadał w Komisji Ziem Odzyskanych i Repatriacji. W listopadzie 1948 został zawieszony w prawach członka partii i odwołano go z jej władz. Od 1950 księgowy-bilansista w gdańskiej filii Szkoły Głównej Handlowej. W okresie 1950–1951 był naczelnikiem Wydziału Administracyjnego Przemysłowego Zjednoczenia Budowlanego w Gdańsku, a w latach 1951–1953 zastępcą dyrektora Ekspozytury Wojewódzkiej Domu Książki w Gdańsku. Po październiku 1956 został zrehabilitowany w prawach członka Polskiej Zjednoczonej Partii Robotniczej. W latach 1956–1958 zasiadał w Komisji Rehabilitacyjnej Komitetu Wojewódzkiego PZPR, a od 26 listopada 1956 do 10 listopada 1960 pełnił funkcję przewodniczącego prezydium Wojewódzkiej Rady Narodowej w Gdańsku. W latach 1957–1962 był członkiem egzekutywy KW PZPR, w okresie 1960–1966 dyrektorem Morskiego Instytutu Rybackiego w Gdyni, a w latach 1966–1970 radcą ds. rybołówstwa w Ambasadzie PRL w Berlinie. W 1961 uzyskał mandat posła na Sejm PRL w okręgu Tczew. W trakcie kadencji zasiadał w Komisji Gospodarki Morskiej i Żeglugi oraz Komisji Planu Gospodarczego, Budżetu i Finansów.
Działacz Towarzystwa Przyjaźni Polsko-Radzieckiej i Zarządu Głównego Polskiego Związku Wędkarskiego.
Jego synem był Tomasz Wołek.
Pochowany 14 marca 1985 na Cmentarzu Srebrzysko (rejon IX, kwatera III-2-1).

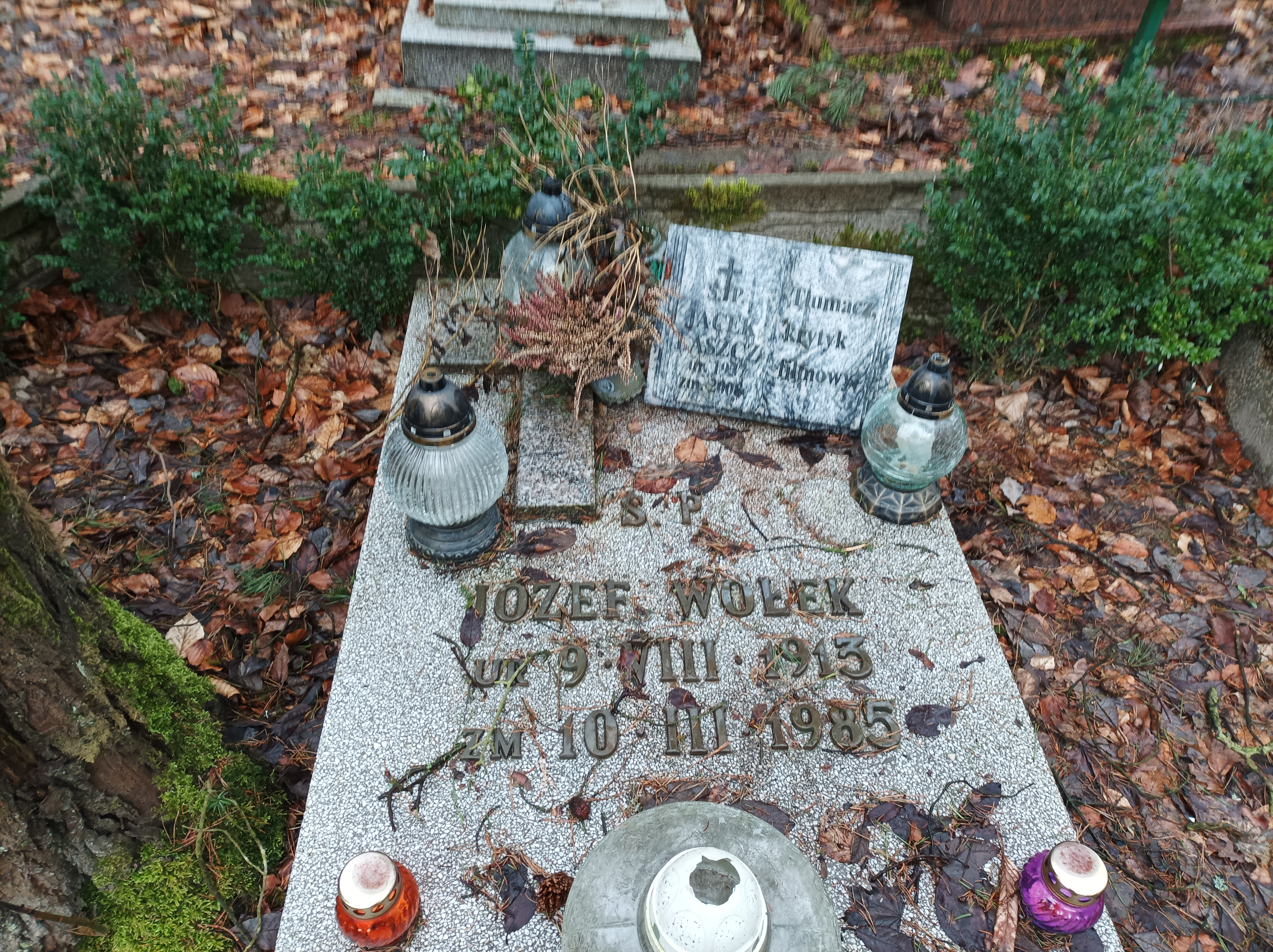
Grób Józefa Wołka na cmentarzu Srebrzysko

## Odznaczenia
- Krzyż Oficerski Orderu Odrodzenia Polski (1964)
- Krzyż Kawalerski Orderu Odrodzenia Polski (1959)
- Srebrny Krzyż Zasługi